# Genious Communications
 (mai 2010).
Genious Communications est un registraire de nom de domaine et un hébergeur marocain créé en 2003.

## Historique
En 2008, Genious ouvre son deuxième bureau au Technopark de Casablanca.
En 2009, l’entreprise ouvre un site marchant, où les transactions peuvent s’effectuer en euro ou en dirham, à destination du marché européen, maghrébin et moyen-oriental.
En 2011, Genious crée le premier cloud marocain avec OnApp.
En 2015, l'entreprise lance ses services dans une vingtaine de pays en Afrique et Moyen Orient.
En 2020, elle devient le premier hébergeur marocain à être certifié ISO 9001 et 27001.